# زنبور عسل قرمز
زنبور عسل قرمز (نام علمی: Apis koschevnikovi) نام یک گونه از سرده زنبور عسل است.
این گونه برای اولین بار توسط هوگو برتولد فون باتل-ریپن توصیف شد که آن را به گریگوری الکساندرویچ کوژونیکوف (1866-1933)، پیشگام مورفولوژی زنبور عسل تقدیم کرد. این یک تعیین نامعتبر بود.